# Joseph Hippolyte Guibert
Joseph Hippolyte Guibert O.M.I., francoski rimskokatoliški duhovnik, škof in kardinal, * 13. december 1802, Aix-en-Provence, † 8. julij 1886.

## Življenjepis
14. avgusta 1825 je prejel duhovniško posvečenje.
30. julija 1841 je bil imenovan za škofa Viviersa, 24. januarja 1842 je bil potrjen in 11. marca istega leta je prejel škofovsko posvečenje.
4. februarja 1857 je bil imenovan za nadškofa Toursa in potrjen je bil 19. marca istega leta. 19. julija 1871 je bil imenovan za nadškofa Pariza; potrjen je bil 27. oktobra istega leta.
22. decembra 1873 je bil povzdignjen v kardinala in imenovan za kardinal-duhovnika S. Giovanni a Porta Latina.